# Ampeldento (Pakis)
Ampeldento is een bestuurslaag in het regentschap Malang van de provincie Oost-Java, Indonesië. Ampeldento telt 5484 inwoners (volkstelling 2010).